# Strahinja Eraković
Strahinja Eraković (ur. 22 stycznia 2001 w Batajnicy) – serbski piłkarz występujący na pozycji obrońcy w klubie Zenit Petersburg.

## Kariera klubowa
Swoją karierę rozpoczął w wieku juniorskim w zespole FK Crvena zvezda. W 2019 został stamtąd wypożyczony na sezon 2019/2020 do drugoligowego Grafičaru Belgrad. Następnie wrócił do Crvenej zvezdy, w której barwach 1 sierpnia 2020 w wygranym 3:0 spotkaniu z FK Novi Pazar zadebiutował w Super liga Srbije. Wraz z klubem trzykrotnie zdobył dublet, czyli mistrzostwo i puchar kraju (2021, 2022, 2023).
W 2023 przeszedł do rosyjskiego Zenitu Petersburg. Swój pierwszy mecz w Priemjer-Lidze rozegrał 29 lipca 2023 przeciwko zespołowi FK Rostów (1:1).

## Kariera reprezentacyjna
W reprezentacji Serbii zadebiutował 2 czerwca 2022 w przegranym 0:1 spotkaniu Ligi Narodów z Norwegią. W tym samym roku został powołany do kadry na mistrzostwa świata, nie zagrał jednak na nich w żadnym meczu, a Serbia zakończyła turniej na fazie grupowej.
16 czerwca 2023 w wygranym 3:2 towarzyskim pojedynku z Jordanią strzelił swojego pierwszego gola dla reprezentacji.